# 고북중학교
고북중학교(高北中學校)는 대한민국 충청남도 서산시 고북면 가구리에 있는 공립 중학교이다.

## 학교 연혁
- 1971년 1월 16일 : 학교 설립인가 (9학급)
- 1971년 3월 9일 : 고북중학교 개교
- 2022년 3월 1일 : 제27대 이재연 교장 부임
- 2025년 1월 6일 : 제52회 졸업식[졸업생 26명 총 졸업생수 6,061명]
- 2025년 3월 4일 : 입학식[24명]

## 참고 자료
- 고북중학교 - 한국교육학술정보원 학교알리미